# 사나다 마사노리
사나다 마사노리(일본어: 真田 雅則, 1968년 3월 6일 ~ 2011년 9월 6일)는 일본의 전 축구 선수이다.

## 구단 경력
1990년 일본 사커 리그의 전일본공수에 입단했다. 1992년 J1리그의 시미즈 에스펄스로 이적했다. 1996년에 J리그컵 우승을 차지했다. 2004년까지 243경기에 출전, 2004년후 현역 은퇴.

## 국가대표팀 경력
그는 1988년 AFC 아시안컵에 참가할 일본 국가대표 B팀에 발탁되었다.

## 사망
2011년 9월 6일, 사나다 마사노리는 심부전으로 인해 43세의 나이로 생을 마감하였다.